# سيباستيان بوردن
سيباستيان بوردن (بالفرنسية: Sébastien Bourdon)‏ هو رسام فرنسي، ولد في 2 فبراير 1616 في مونبلييه في فرنسا، وتوفي في 8 مايو 1671 في باريس في فرنسا.

## وصلات خارجية
- سيباستيان بوردن على موقع الموسوعة البريطانية (الإنجليزية)